# RS-822
Pour les articles homonymes, voir Route 822.
La RS 822 est une route locale du Nord-Ouest de l'État du Rio Grande do Sul qui relie la BR-468/472, dans la municipalité de Três Passos, au district de Linha Ismael de la commune d'Esperança do Sul. Elle dessert ces deux seules villes, et est longue de 18 km.